# Pujalt (Marfà)
Pujalt és una masia del terme municipal de Castellcir, a la comarca catalana del Moianès. Pertany a l'enclavament de la Vall de Marfà, tot i no pertànyer a l'antiga parròquia de Sant Pere de Marfà, que tingué ajuntament propi entre el 1812 i el 1827, abans d'unir-se en primera instància amb Santa Coloma Sasserra i després, el 1847, amb Castellcir.
Està situada en el sector central-meridional d'aquest enclavament, prop del límit amb Castellterçol, a llevant de la Closella i al nord-oest del Pedrós. La Font de Pujalt és a prop i a ponent de la masia.
S'hi accedeix des del Pont de la Fàbrega, al límit entre Moià i Castellterçol, aigües avall per la vall del torrent de la Fàbrega, i, deixant el fons de la vall i enfilant-se cap als vessants de migdia de la vall, passa per les masies del Gironès i el Pedrós, per arribar finalment a Pujalt en uns 6 quilòmetres de recorregut per un camí generalment en bon estat.
El mas de Pujalt consta en una donació a Santa Maria de l'Estany del 1108.